# Urbo kalnas
Urbo kalnas – wydma położona na Mierzei Kurońskiej, na Litwie, w okręgu kłajpedzkim, na zachód od miejscowości Nida, w Parku Narodowym Mierzei Kurońskiej. Od 2000 stanowi pomnik przyrody.

## Charakterystyka
Wydma ma wysokość 51,4 metra. W latach 1870–1874 została obsadzona kosodrzewiną (było to jedno z pierwszych stanowisk kosodrzewiny, jakie sztucznie wprowadzono na Mierzei Kurońskiej z inicjatywy Gottlieba Davida Kuverta). W 1874 na szczycie wzniesiono murowaną latarnię morską o wysokości 27 metrów. Została ona wysadzona podczas II wojny światowej. W 1945 zbudowano w tym miejscu latarnię żelbetową, którą przebudowano w 1953. Ma ona wysokość 29,3 metra (79 m n.p.m.), a jej sygnały są widoczne do około 40 kilometrów od brzegu.
Wzgórze porasta las sosnowy.
Nazwa wydmy pochodzi od słowa „urbti”, czyli "wiercić otwory pod sadzenie drzew" (w tym wypadku kosodrzewiny).

## Galeria

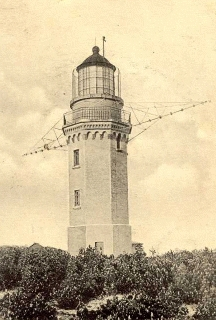
Stara latarnia morska
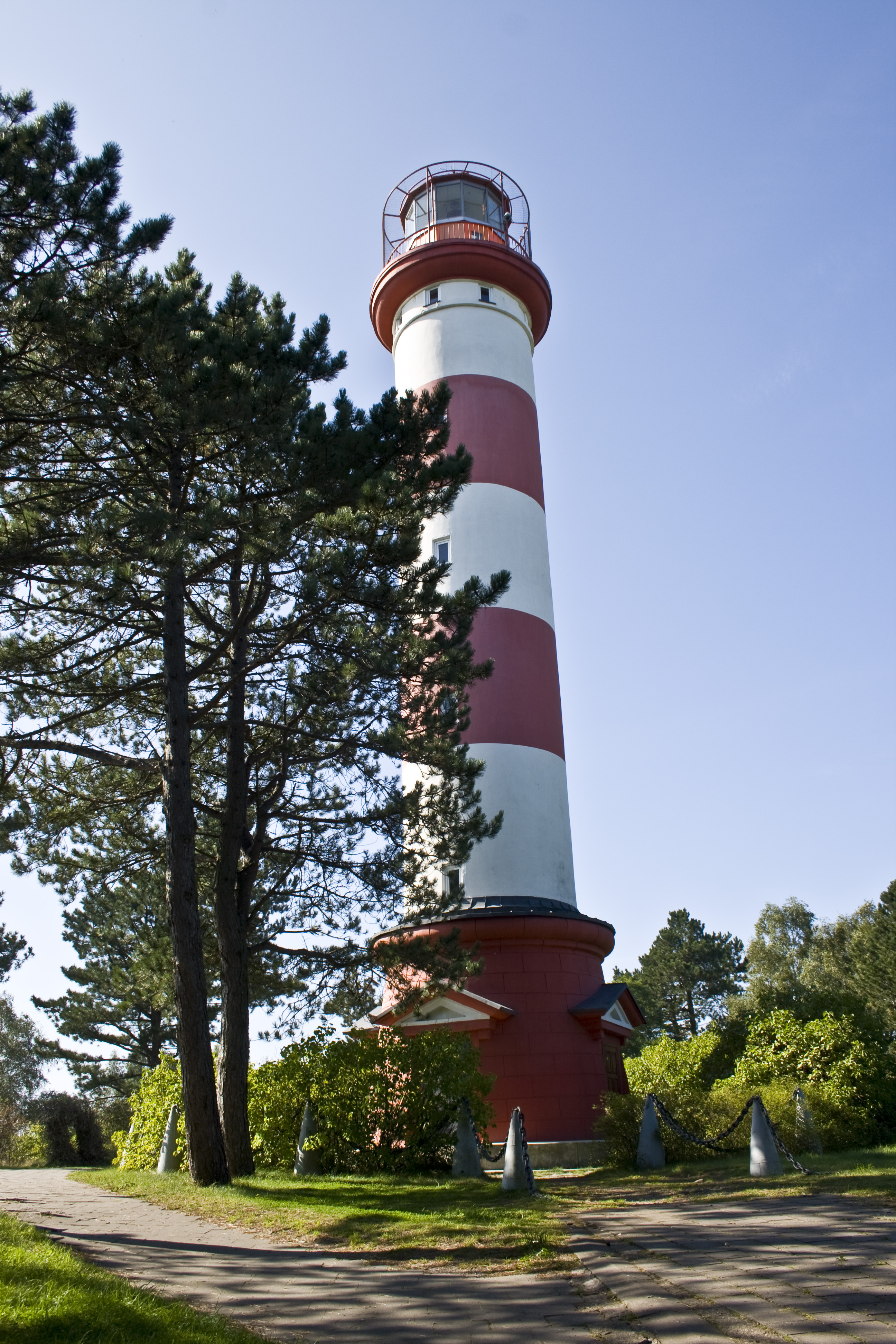
Obecna latarnia morska